# Window in the Skies
"Window in the Skies" é uma canção da banda de rock irlandesa U2 e é uma das duas novas canções de 2006 lançadas na coletânea musical U218 Singles. Foi lançado em 1 de janeiro de 2007 como o segundo single do álbum. Foi gravado em 2006 no Abbey Road Studios em Londres, e produzido por Rick Rubin.
A música alcançou a posição de número #1 no Canadian Singles Charts e Top 40 na Holanda, que substitui o single anterior "The Saints Are Coming", (com Green Day) no topo em ambos os gráficos.
Em 7 de novembro de 2006 a "KROQ-FM" (Uma rádio de Los Angeles) tocou pela primeira vez a canção nas rádios norte-americanas. A canção circulou em um áudio de má qualidade meses antes do lançamento, junto de outras quatro canções (intituladas "The Beach Clips"), que foram gravadas por fãs do estúdio de ensaios na casa de Bono na praia de Èze, na França. A letra de "Window in the Skies" mudou no final.

## Vídeos
O U2 lançou o primeiro vídeo musical para "Window in the Skies" em 20 de novembro de 2006, após a conclusão de sua etapa da turnê Vertigo Tour, na Austrália. A segunda versão do vídeo foi lançado algumas semanas depois.
O primeiro vídeo, dirigido por Gary Koepke, é uma montagem que inclui cerca de 100 tomadas de clipes, a partir de 50 anos atrás de outros músicos famosos apresentando em concerto. Os clipes foram selecionados e editados juntos para que tanto os movimentos labiais ou os movimentos dos dedos dos músicos, que realmente estavam realizando outras músicas, corresponder-se com tanto a letras quanto a música da canção do U2.
O único local confirmado de vídeo foi no Hotel Carner, em Richmond, em Melbourne, na Austrália. A banda é caracterizado apenas muito brevemente no meio da multidão com os fãs.
O segundo vídeo, dirigido por Jonas Odell, é outra montegem. A câmera voa através de uma paisagem surreal com edifícios flutuantes e imagens estáticas, principalmente na autobiografia da banda, U2 by U2, se transformando em outro.

### Performance
A canção foi tocada na última etapa da Vertigo Tour. The Edge tocou a canção em uma Rickenbacker 330-12.

## Lista de faixas
| CD             |                                                    |                |         |  |
| N.º            | Título                                             | Letras         | Duração |  |
| 1.             | "Window in the Skies" (Single Version)             | U2             | 4:00    |  |
| 2.             | "Tower of Song" (from Leonard Cohen: I'm Your Man) | Leonard Cohen  | 5:43    |  |
| Duração total: | Duração total:                                     | Duração total: | 9:43    |  |

| Maxi-CD        |                                                             |                |         |  |
| N.º            | Título                                                      | Letras         | Duração |  |
| 1.             | "Window in the Skies" (Single Version)                      | U2             | 4:00    |  |
| 2.             | "Zoo Station" (Live from River Plate Stadium, Buenos Aires) | U2             | 4:35    |  |
| 3.             | "Kite" (Telstra Stadium, Sydney)                            | U2             | 8:05    |  |
| Duração total: | Duração total:                                              | Duração total: | 16:40   |  |

| DVD            |                                                               |                |         |  |
| N.º            | Título                                                        | Letras         | Duração |  |
| 1.             | "Window in the Skies" (Single Version)                        | U2             | 4:00    |  |
| 2.             | "The Saints Are Coming" (Video)                               | U2             | 3:21    |  |
| 3.             | "Tower of Song" (Video clip from Leonard Cohen: I'm Your Man) | Leonard Cohen  | 6:01    |  |
| Duração total: | Duração total:                                                | Duração total: | 13:22   |  |

## Paradas musicais e posições
| Paradas (2006)              | Melhor posição |
| --------------------------- | -------------- |
| Áustralia ARIA Chart        | 17             |
| Áustria Singles Chart       | 11             |
| Ultratop 50 (Flanders)      | 22             |
| Ultratop 40 (Valônia)       | 27             |
| Dinamarca Singles Chart     | 3              |
| European Hot 100            | 16             |
| Países Baixos Singles Chart | 2              |
| Países Baixos Top 40        | 1              |

| Paradas (2006)              | Melhor posição |
| --------------------------- | -------------- |
| Irlanda Singles Chart       | 5              |
| Itália Singles Chart        | 1              |
| Nova Zelândia Singles Chart | 28             |
| Noruega Singles Chart       | 8              |
| Espanha Singles Chart       | 2              |
| Suécia Singles Chart        | 38             |
| UK Singles Chart            | 4              |
| Billboard Adult Pop Songs   | 26             |